# Hordain
Hordain est une commune française située dans le département du Nord, en région Hauts-de-France.

## Géographie
Commune située à 35 km de la frontière belge au sud du département du Nord, entre Valenciennes et Cambrai. Commune de la communauté d'agglomération de la Porte du Hainaut, communauté d'agglomération créée en janvier 2001 et regroupant 38 communes de l'ouest du Valenciennois.
Classé village fleuri trois fleurs depuis octobre 2008.
On accède à Hordain en prenant la sortie no 15 de l'A2/E19 reliant Paris à Bruxelles, puis la RN 30 pendant 1 km, direction Bouchain, Aniche.
Aéroports : Lille à 40 minutes, Bruxelles à 1 heure, Paris-Roissy à 1 h 40.

### Communes limitrophes
| Bouchain |         | Lieu-Saint-Amand |
|          | Hordain | Avesnes-le-Sec   |
| Estrun   | Iwuy    |                  |

### Toponymie
Hordeng, Tournoi d'Anchin ; 1096. horden, titre de l'église de Cambrai ; 1181. Hordaing, cartulaire de Vicogne ; 1200.

### Hydrographie

#### Réseau hydrographique
La commune est située dans le bassin Artois-Picardie. Elle est drainée par le Courbineau, la Vieil-Escaut, le Riot de calvigny et un autre petit cours d'eau,.

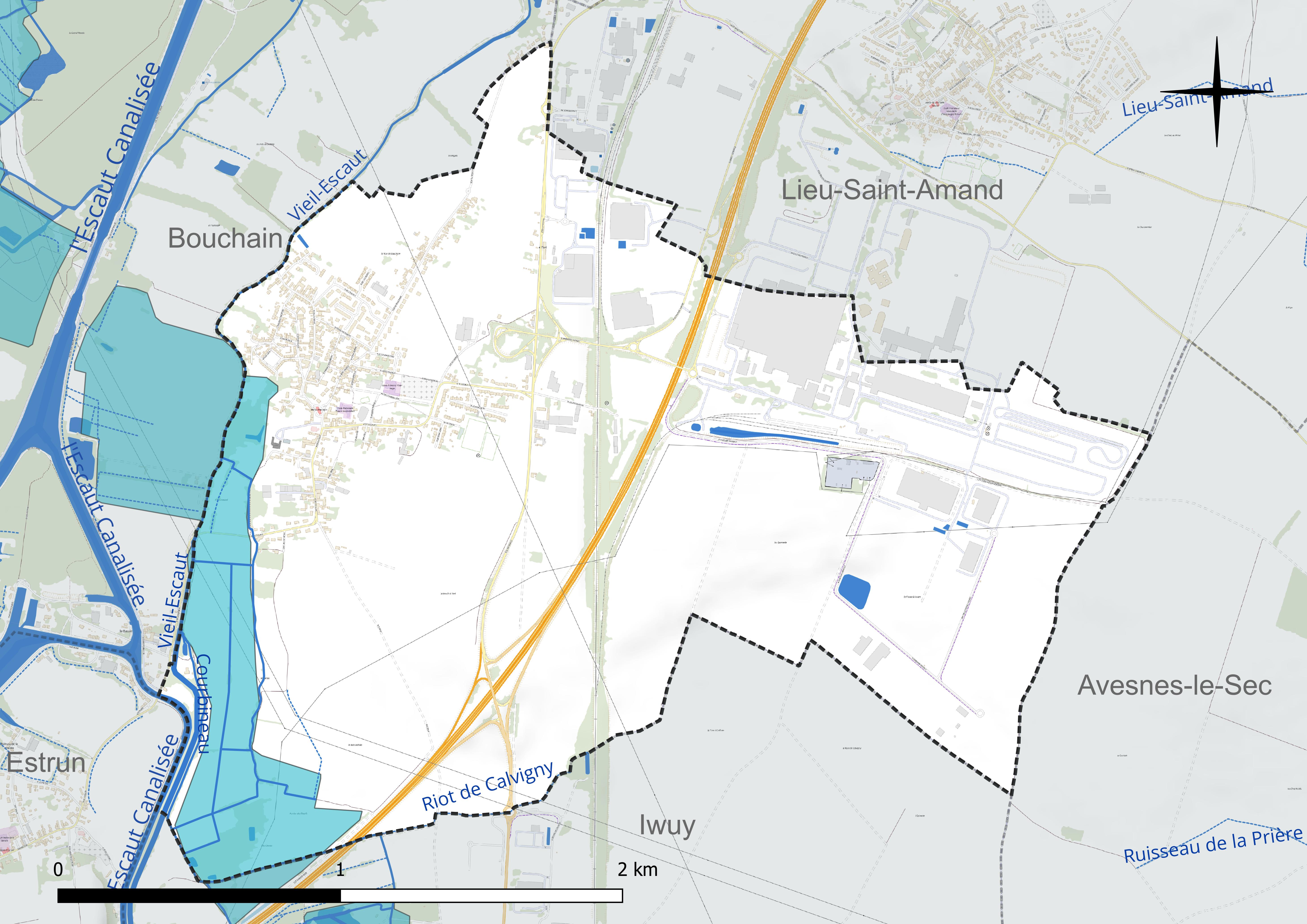
Réseau hydrographique d'Hordain.

#### Gestion et qualité des eaux
Le territoire communal est couvert par le schéma d'aménagement et de gestion des eaux (SAGE) « Escaut ». Ce document de planification concerne un territoire de 2 005 km2 de superficie, délimité par le bassin versant de l'Escaut. Le périmètre a été arrêté le 9 juin 2006 et le SAGE proprement dit a été approuvé le 13 juillet 2021. La structure porteuse de l'élaboration et de la mise en œuvre est le syndicat mixte Escaut et Affluents (SyMEA).
La qualité des cours d'eau peut être consultée sur un site dédié géré par les agences de l'eau et l'Agence française pour la biodiversité.

### Climat
Pour des articles plus généraux, voir Climat des Hauts-de-France et Climat du Nord.
En 2010, le climat de la commune est de type climat océanique dégradé des plaines du Centre et du Nord, selon une étude du CNRS s'appuyant sur une série de données couvrant la période 1971-2000. En 2020, Météo-France publie une typologie des climats de la France métropolitaine dans laquelle la commune est dans une zone de transition entre le climat océanique altéré et le climat océanique altéré et est dans la région climatique  Nord-est du bassin Parisien, caractérisée par un ensoleillement médiocre, une pluviométrie moyenne régulièrement répartie au cours de l'année et un hiver froid (3 °C).
Pour la période 1971-2000, la température annuelle moyenne est de 10,5 °C, avec une amplitude thermique annuelle de 14,8 °C. Le cumul annuel moyen de précipitations est de 694 mm, avec 11,5 jours de précipitations en janvier et 9,3 jours en juillet. Pour la période 1991-2020, la température moyenne annuelle observée sur la station météorologique la plus proche, située sur la commune de Valenciennes à 18 km à vol d'oiseau, est de 11,0 °C et le cumul annuel moyen de précipitations est de 694,1 mm,. Pour l'avenir, les paramètres climatiques de la commune estimés pour 2050 selon différents scénarios d'émission de gaz à effet de serre sont consultables sur un site dédié publié par Météo-France en novembre 2022.

## Urbanisme

### Typologie
Au 1er janvier 2024, Hordain est catégorisée bourg rural, selon la nouvelle grille communale de densité à sept niveaux définie par l'Insee en 2022.
Elle appartient à l'unité urbaine de Valenciennes (partie française), une agglomération internationale regroupant 56  communes, dont elle est une commune de la banlieue,,. La commune est en outre hors attraction des villes,.

### Occupation des sols
L'occupation des sols de la commune, telle qu'elle ressort de la base de données européenne d'occupation biophysique des sols Corine Land Cover (CLC), est marquée par l'importance des territoires agricoles (62,5 % en 2018), en diminution par rapport à 1990 (83,4 %). La répartition détaillée en 2018 est la suivante : 
terres arables (51,4 %), zones industrielles ou commerciales et réseaux de communication (24,3 %), zones urbanisées (13,1 %), prairies (11,1 %). L'évolution de l'occupation des sols de la commune et de ses infrastructures peut être observée sur les différentes représentations cartographiques du territoire : la carte de Cassini (XVIIIe siècle), la carte d'état-major (1820-1866) et les cartes ou photos aériennes de l'IGN pour la période actuelle (1950 à aujourd'hui).

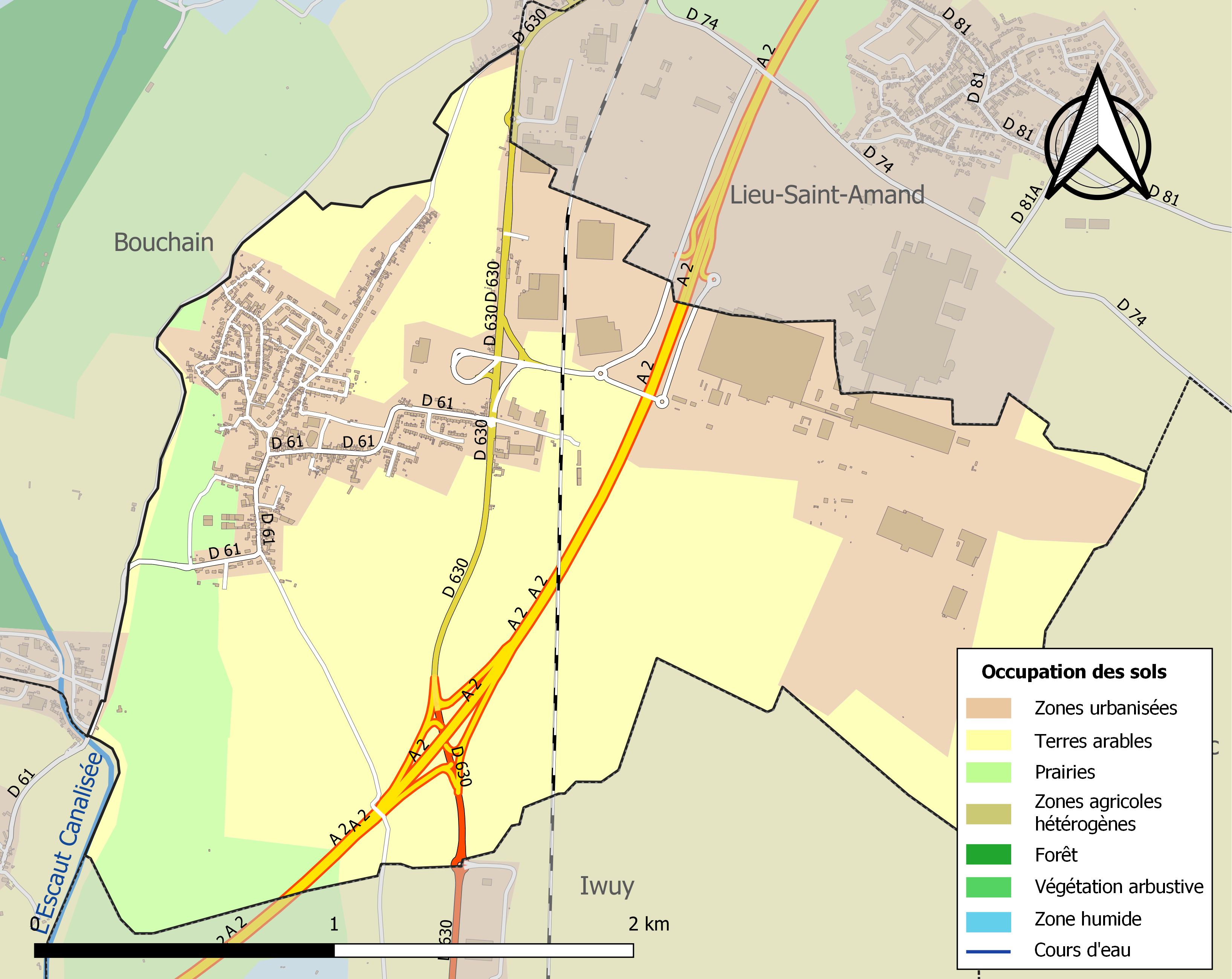
Carte des infrastructures et de l'occupation des sols de la commune en 2018 (CLC).

### Voies de communications et transports
La commune est desservie par la ligne 101 du réseau urbain Transvilles et par la ligne 827 du réseau interurbain Arc-en-Ciel 3.

## Toponymie
in Hordenio (1049-63), Hordeng (1144), Horden (1161), Hordaing (1191), Hordain (1195), Hordaig (1200), Hordag (1210), Hordeg (1223).
D'après Maurits Gysseling, Hordain pourrait provenir du nom germanique hurdinja, de hurdi (« clayonnage, haie plessée », qui a donné Hürde en allemand et horde en néerlandais).

## Histoire

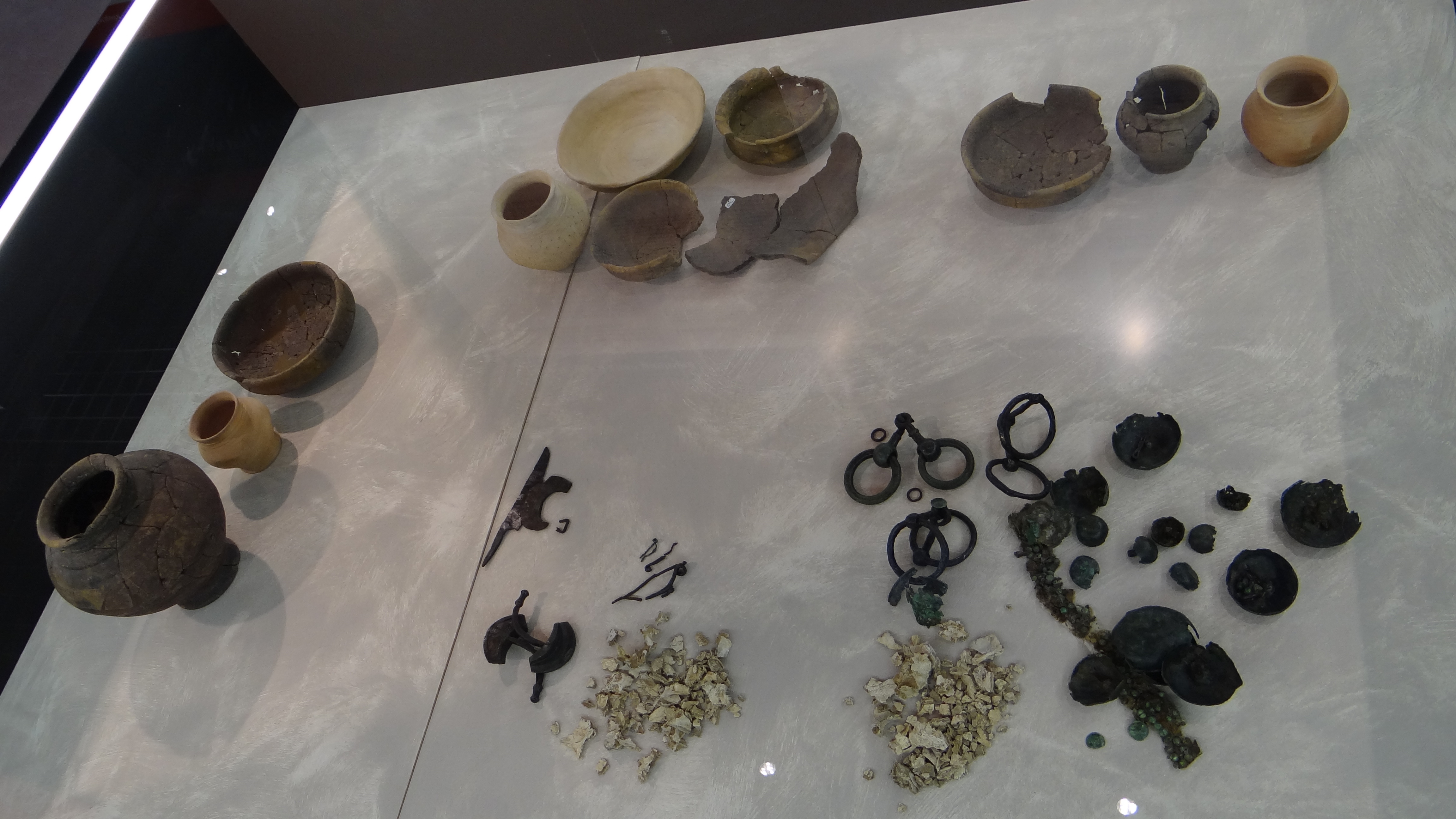
Musée archéologique Arkéos - Hordain - Tombe de la Tène.

En 2006, des fouilles effectuées lors de la construction d'un lotissement ont permis de découvrir une villa gallo-romaine; soit un castellum (fort) soit une villa fortifiée.
À la seigneurie de Hordain était attachée la dignité de sénéchal d'Ostrevent
À l'origine, le château d'Hordain appartenait aux comtes de Cambrai, et leurs héritiers ne voulaient pas le céder quand le comté de Cambrésis est donné aux évêques.
Le 19 avril 1677, les troupes françaises traversent le village.
En 1712, les alliés assiégeant Bouchain établissent dans le village un camp dont le maréchal Villars s'empare le 31 août de cette même année.
Jean-Charles-Louis Taffin (1717-1782), écuyer, est seigneur de Gœulzin, Hordain, Heursel. Fils de Pierre, écuyer, et de Marie-Claire du Hamel, il est baptisé à Valenciennes le 13 janvier 1717, devient bourgeois de Lille le 3 février 1764, capitaine au régiment de Fleury infanterie, chevalier de Saint-Louis, et meurt à Lille le 14 décembre 1782, à 65 ans. Il prend pour femme à Lille le 2 février 1749 Marie-Louise-Virginie Des Flandres (1722-1768). Fille de Jean-Pierre, écuyer, puis chevalier, seigneur du Coutre et de Radinghem-en-Weppes, bourgeois de Lille, échevin, mayeur et rewart (chargé de la police) de Lille, et de Anne-Virginie Poulle, elle est baptisée à Lille le 17 janvier 1722 et meurt à Gœulzin le 6 décembre 1768, à 46 ans.

## Héraldique
|  | Les armes d'Hordain se blasonnent ainsi : "D'or au chef cousu d'argent, au lion de gueules brochant sur le tout." |

## Politique et administration

### Liste des maires

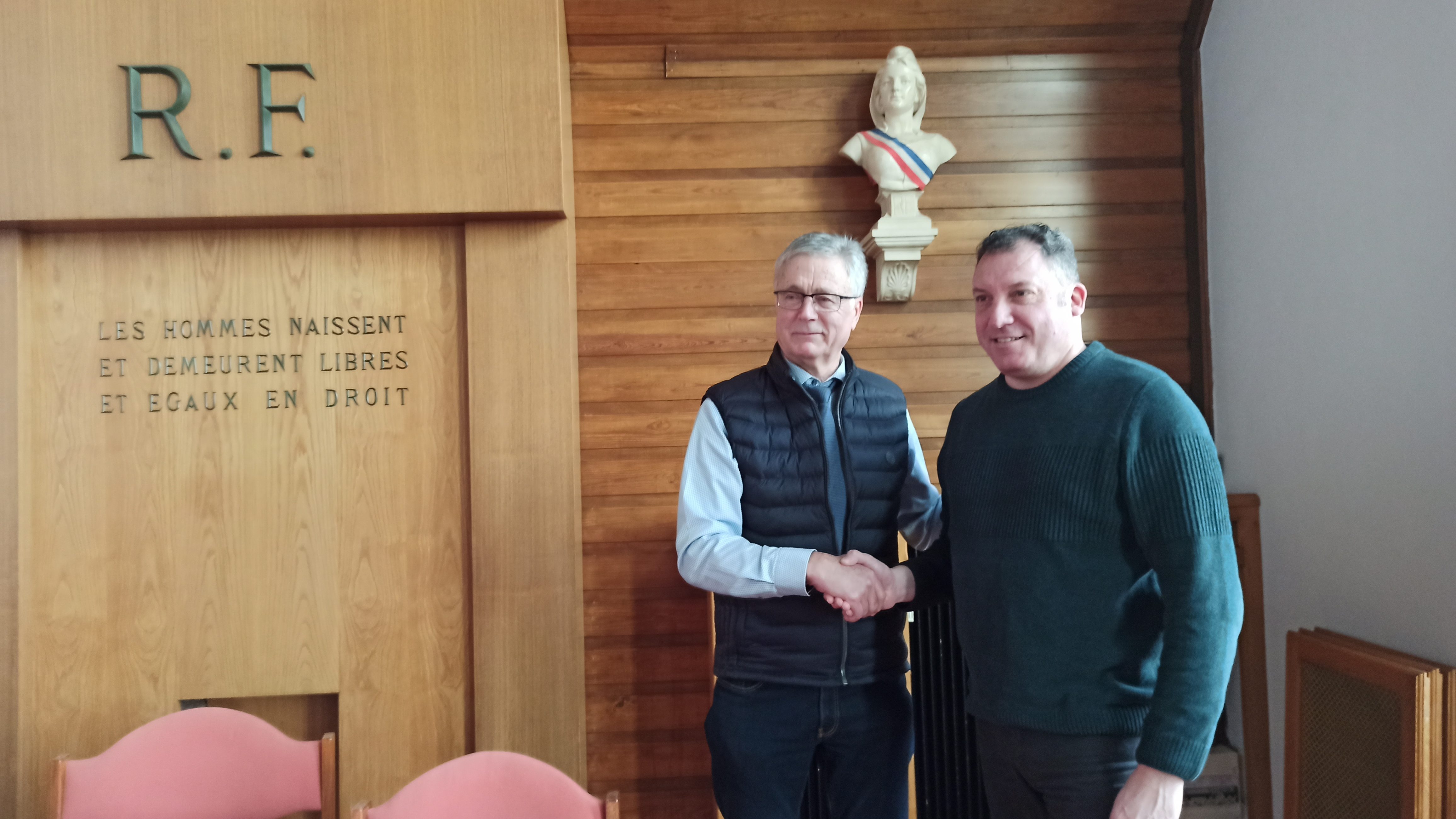
Charles Lemoine et Arnaud Bavay respectivement maire de Roeulx et de d'Hordain lors de la signature du nouveau service assainissement des syndicats de Roeulx et Hordain

La commune d'Hordain dresse ainsi la liste des maires successifs :
| Identité                                              | Période       | Période                                                | Durée            | Étiquette                 |
| Identité                                              | Début         | Fin                                                    | Durée            | Étiquette                 |
| ----------------------------------------------------- | ------------- | ------------------------------------------------------ | ---------------- | ------------------------- |
| François Joseph Fardel (d)                            | 1802          | 1831                                                   | 29 ans           |                           |
| Charles Auguste Fardel (d)                            | 1831          | 1855                                                   | 24 ans           |                           |
| Évariste Joseph Lefebvre (d)                          | 1855          | 1860                                                   | 5 ans            |                           |
| Alexandre Philippe Caudmont (d)                       | 1860          | 1881                                                   | 21 ans           |                           |
| Auguste Oliviez (d)                                   | 1881          | 1896                                                   | 15 ans           |                           |
| Aimable Desjardins (d)                                | 1896          | 1911                                                   | 15 ans           |                           |
| Étienne Pora (d)                                      | 1911          | 1935                                                   | 24 ans           |                           |
| Gaston Henninot (d)                                   | 1935          | octobre 1941 (révoqué par le Gouvernement de Vichy (d) | 6 ans            |                           |
| Pierre Sorriaux (d)                                   | 1944          | 1945                                                   | 1 an             |                           |
| Paul Carcel (d)                                       | 1945          | 1959                                                   | 14 ans           |                           |
| André Vandernotte (d)                                 | 1959          | 1968                                                   | 9 ans            |                           |
| Paul Delaval (d) (13 juin 1920 - 4 juillet 1990)      | 1968          | mars 1971                                              | 3 ans            |                           |
| Crépin Saint-Aubert (d) (8 août 1914 - 1er août 1994) | mars 1971     | 1994                                                   | 23 ans           |                           |
| Jean-Jacques Bavay (d)                                | 1994          | juin 1995                                              | 1 an             | Parti communiste français |
| Jules Huart (d)                                       | juin 1995     | mars 2001                                              | 5 ans et 9 mois  |                           |
| Jacques Louvion (d), (né le 11 décembre 1952)         | mars 2001     | novembre 2019 (démission)                              | 18 ans et 8 mois | Parti communiste français |
| Arnaud Bavay (d) (né le 1er octobre 1972)             | novembre 2019 | En cours                                               | 5 ans et 5 mois  | Parti communiste français |

### Instances judiciaires et administratives
La commune relève du tribunal d'instance de Valenciennes, du tribunal de grande instance de Valenciennes, de la cour d'appel de Douai, du tribunal pour enfants de Valenciennes, du conseil de prud'hommes de Valenciennes, du tribunal de commerce de Valenciennes, du tribunal administratif de Lille et de la cour administrative d'appel de Douai.

## Population et société

### Démographie

#### Évolution démographique
L'évolution du nombre d'habitants est connue à travers les recensements de la population effectués dans la commune depuis 1800. Pour les communes de moins de 10 000 habitants, une enquête de recensement portant sur toute la population est réalisée tous les cinq ans, les populations de référence des années intermédiaires étant quant à elles estimées par interpolation ou extrapolation. Pour la commune, le premier recensement exhaustif entrant dans le cadre du nouveau dispositif a été réalisé en 2006.

En 2022, la commune comptait 1 448 habitants, en évolution de +2,84 % par rapport à 2016 (Nord : +0,51 %, France hors Mayotte : +2,11 %).
| 1800 | 1806 | 1821  | 1831  | 1836  | 1841  | 1846  | 1851  | 1856  |
| ---- | ---- | ----- | ----- | ----- | ----- | ----- | ----- | ----- |
| 748  | 875  | 1 001 | 1 248 | 1 201 | 1 322 | 1 347 | 1 277 | 1 362 |

| 1861  | 1866  | 1872  | 1876  | 1881  | 1886  | 1891  | 1896  | 1901  |
| ----- | ----- | ----- | ----- | ----- | ----- | ----- | ----- | ----- |
| 1 433 | 1 505 | 1 407 | 1 444 | 1 410 | 1 402 | 1 390 | 1 362 | 1 397 |

| 1906  | 1911  | 1921  | 1926  | 1931  | 1936  | 1946  | 1954  | 1962  |
| ----- | ----- | ----- | ----- | ----- | ----- | ----- | ----- | ----- |
| 1 372 | 1 373 | 1 164 | 1 279 | 1 274 | 1 288 | 1 232 | 1 308 | 1 210 |

| 1968  | 1975  | 1982  | 1990  | 1999  | 2006  | 2011  | 2016  | 2021  |
| ----- | ----- | ----- | ----- | ----- | ----- | ----- | ----- | ----- |
| 1 208 | 1 349 | 1 336 | 1 292 | 1 190 | 1 315 | 1 466 | 1 408 | 1 440 |

| 2022  | - | - | - | - | - | - | - | - |
| ----- | - | - | - | - | - | - | - | - |
| 1 448 | - | - | - | - | - | - | - | - |

#### Pyramide des âges
La population de la commune est relativement jeune.
En 2018, le taux de personnes d'un âge inférieur à 30 ans s'élève à 33,3 %, soit en dessous de la moyenne départementale (39,5 %). À l'inverse, le taux de personnes d'âge supérieur à 60 ans est de 26,5 % la même année, alors qu'il est de 22,5 % au niveau départemental.
En 2018, la commune comptait 675 hommes pour 751 femmes, soit un taux de 52,66 % de femmes, légèrement supérieur au taux départemental (51,77 %).
Les pyramides des âges de la commune et du département s'établissent comme suit.
| Hommes | Classe d’âge | Femmes |
| ------ | ------------ | ------ |
| 0,2    | 90 ou +      | 0,6    |
| 6,6    | 75-89 ans    | 9,4    |
| 17,0   | 60-74 ans    | 19,1   |
| 21,0   | 45-59 ans    | 19,3   |
| 19,6   | 30-44 ans    | 20,4   |
| 16,2   | 15-29 ans    | 13,8   |
| 19,5   | 0-14 ans     | 17,5   |

| Hommes | Classe d’âge | Femmes |
| ------ | ------------ | ------ |
| 0,5    | 90 ou +      | 1,4    |
| 5,3    | 75-89 ans    | 8,1    |
| 14,8   | 60-74 ans    | 16,2   |
| 19,1   | 45-59 ans    | 18,4   |
| 19,5   | 30-44 ans    | 18,7   |
| 20,7   | 15-29 ans    | 19,1   |
| 20,2   | 0-14 ans     | 18     |

## Économie
L'économie locale (du village et au-delà) s'est considérablement développée avec l'industrie automobile (implantation récente de Sevelnord). Et alors que la filière des batteries électriques européenne démarre (difficilement face à la concurrence mondiale), et que l'on manque de métaux stratégiques, alors que les anciennes usines de recyclage des batteries ont été fermées en France, l'une des premières futures usines de recyclage de batteries en France est annoncée à Hordain pour la mi-2025, dans le contexte du développement des méga-usines de fabrication de batteries pour véhicules électriques.

## Lieux et monuments

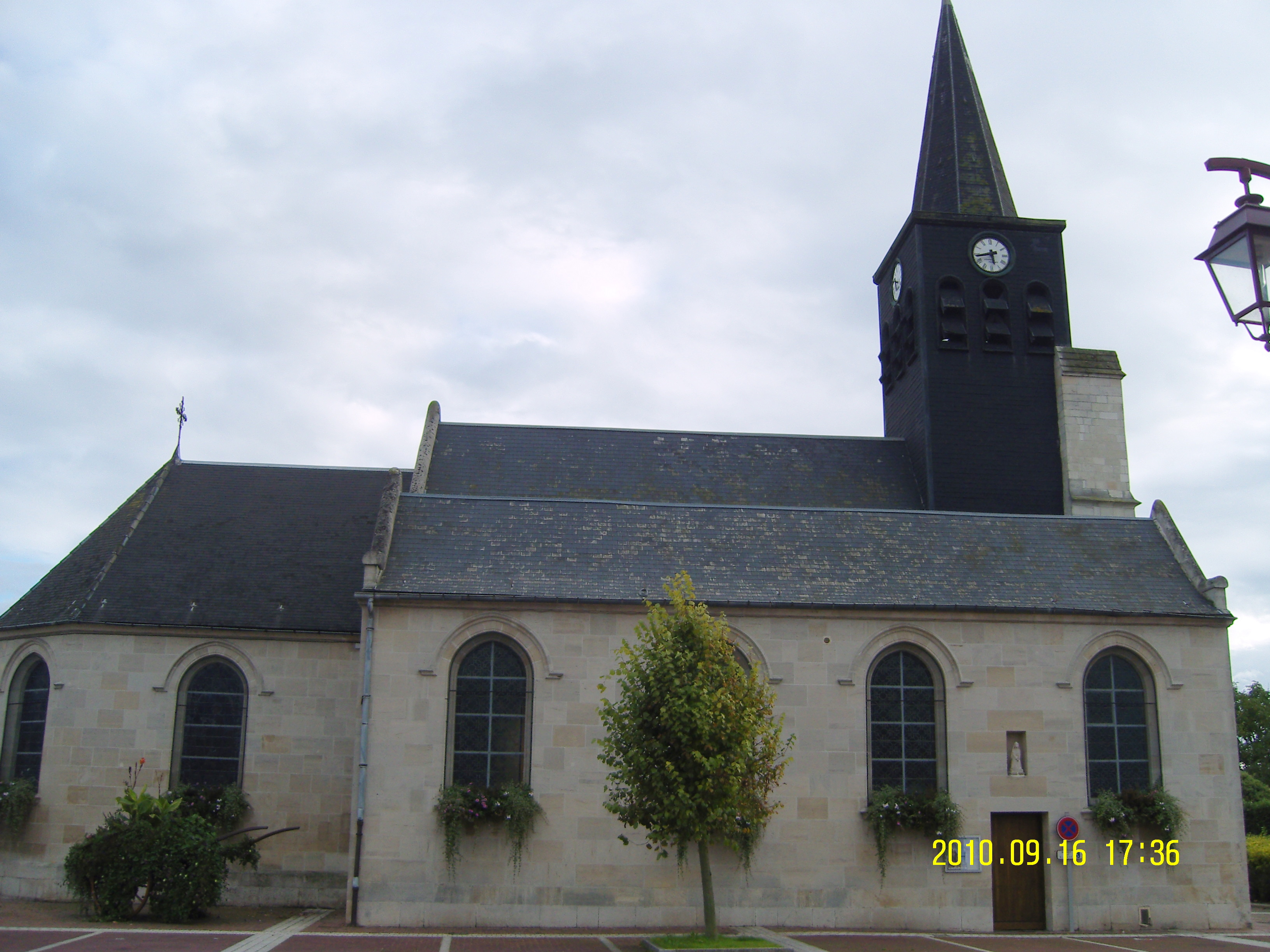
L'église

- Brasserie La Choulette
- L'église récemment rénovée.
- L'ancien château reconverti en fleuriste (le Château Fleuri).
- on extrayait sur le territoire de la commune vers Avesnes-le-Sec une excellente pierre de taille vantée par Guichardin[35],[36],[37].

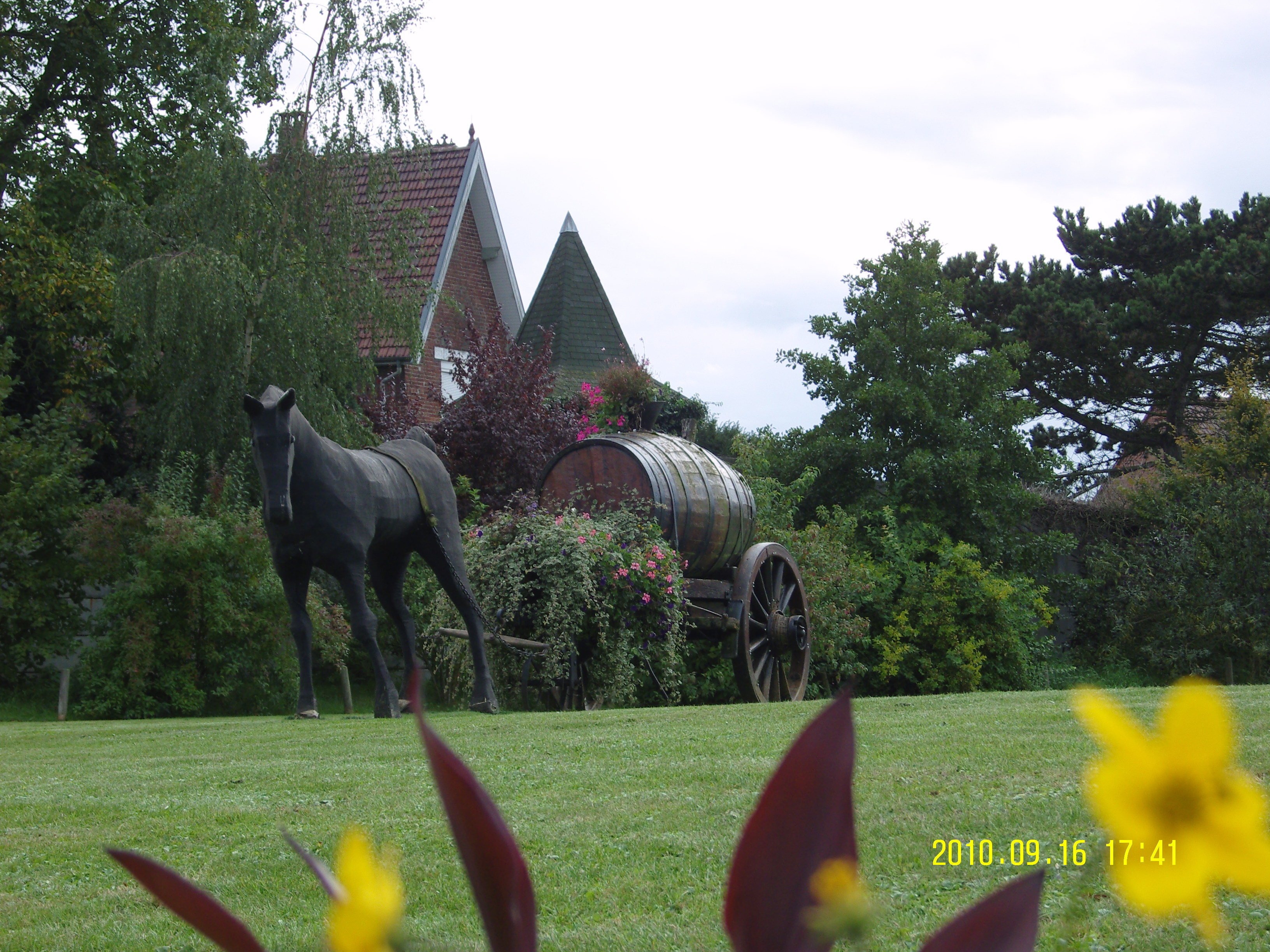

## Personnalités liées à la commune
- Jean-Jacques Dordain, directeur général de l'Agence spatiale européenne.

## Pour approfondir